# Jean-Pierre Vidal
Jean-Pierre André Vidal (ur. 24 lutego 1977 w Saint-Jean-de-Maurienne) – francuski narciarz alpejski, złoty medalista olimpijski oraz brązowy medalista mistrzostw świata.

## Kariera
Po raz pierwszy na arenie międzynarodowej Jean-Pierre Vidal pojawił się 15 grudnia 1994 roku w Val Thorens, gdzie w zawodach FIS Race w slalomie zajął 21. miejsce. W 1995 roku wystartował na mistrzostwach świata juniorów w Voss, zajmując piętnaste miejsce w slalomie i siedemnaste w gigancie.
W zawodach Pucharu Świata zadebiutował 3 stycznia 1994 roku w Kranjskiej Gorze, gdzie nie zakwalifikował się do drugiego przejazdu giganta. Pierwsze pucharowe punkty wywalczył 25 listopada 2001 roku w Aspen, gdzie był dziewiąty w slalomie. Już dzień później pierwszy raz stanął na podium, plasując się na trzeciej pozycji w tej samej konkurencji. W zawodach tych wyprzedzili go jedynie Austriak Mario Matt i Bode Miller z USA. Łącznie na podium zawodów tego cyklu plasował się sześć razy, przy czym dwukrotnie zwyciężał: 22 grudnia 2001 roku w Kranjskiej Gorze oraz 22 stycznia 2006 roku w Kitzbühel. Najlepsze wyniki osiągnął w sezonie 2001/2002, kiedy był trzynasty w klasyfikacji generalnej, a w klasyfikacji slalomu był trzeci za Ivicą Kosteliciem z Chorwacji i Bode Millerem.
Największy sukces osiągnął w 2002 roku, kiedy podczas igrzysk olimpijskich w Salt Lake City wywalczył złoty medal w slalomie. Francuz prowadził już po pierwszym przejeździe, wyprzedzając Millera o 0,37 sekundy. W drugim przejeździe osiągnął szósty wynik, co jednak wystarczyło do zwycięstwa z przewagą 0,76 sekundy nad kolejnym reprezentantem Francji, Sébastienem Amiezem. Był to jego jedyny występ olimpijski. Startował także w slalomie i gigancie na mistrzostwach świata w Sankt Moritz w 2003 roku oraz w slalomie na rozgrywanych dwa lata później mistrzostwach świata w Bormio, jednak nie ukończył żadnych zawodów. W Bormio wywalczył za to brązowy medal w zawodach drużynowych, wspólnie z Carole Montillet, Ingrid Jacquemod, Laure Pequegnot, Pierrickiem Bourgeatem i Christel Pascal. Karierę zakończył w dniu swoich 29. urodzin po tym, jak złamał lewą rękę na stoku w okolicach Turynu. Wypadek miał miejsce dzień przed zawodami w slalomie w ramach igrzysk olimpijskich w Turynie, w których Vidal miał wziąć udział.
Jego siostra - Vanessa Vidal, kuzyn - Jean-Noël Augert oraz wuj - Jean-Pierre Augert również uprawiali narciarstwo alpejskie.

## Osiągnięcia

### Igrzyska olimpijskie
| Miejsce | Dzień     | Rok  | Miejscowość    | Konkurencja | Czas biegu  | Strata | Zwycięzca |
| ------- | --------- | ---- | -------------- | ----------- | ----------- | ------ | --------- |
| 1.      | 23 lutego | 2002 | Salt Lake City | Slalom      | 1:41,06 min | -      | -         |

### Mistrzostwa świata
| Miejsce | Dzień     | Rok  | Miejscowość  | Konkurencja      | Czas biegu  | Strata  | Zwycięzca      |
| ------- | --------- | ---- | ------------ | ---------------- | ----------- | ------- | -------------- |
| DNF1    | 12 lutego | 2003 | Sankt Moritz | Gigant           | 2:45,93 min | -       | Bode Miller    |
| DNF2    | 16 lutego | 2003 | Sankt Moritz | Slalom           | 1:40,66 min | -       | Ivica Kostelić |
| DNF1    | 12 lutego | 2005 | Bormio       | Slalom           | 1:41,34 min | -       | Benjamin Raich |
| 3.      | 13 lutego | 2005 | Bormio       | Zawody drużynowe | 26 pkt      | +12 pkt | Niemcy         |

### Mistrzostwa świata juniorów
| Miejsce | Dzień    | Rok  | Miejscowość | Konkurencja | Czas biegu  | Strata  | Zwycięzca        |
| ------- | -------- | ---- | ----------- | ----------- | ----------- | ------- | ---------------- |
| 15.     | 19 marca | 1995 | Voss        | Slalom      | 1:32,12 min | +4,13 s | Florian Seer     |
| 17.     | 21 marca | 1995 | Voss        | Gigant      | 1:58,91 min | +4,07 s | Christoph Gruber |

### Puchar Świata

#### Miejsca w klasyfikacji generalnej
- sezon 2001/2002: 13.
- sezon 2002/2003: 37.
- sezon 2003/2004: 63.
- sezon 2004/2005: 48.
- sezon 2005/2006: 33.

#### Miejsca na podium w zawodach
1. Aspen – 26 listopada 2001 (slalom) – 3. miejsce
2. Kranjska Gora – 22 grudnia 2001 (slalom) – 1. miejsce
3. Schladming – 22 stycznia 2002 (slalom) – 2. miejsce
4. Altenmarkt – 9 marca 2002 (slalom) – 3. miejsce
5. Kranjska Gora – 5 stycznia 2003 (slalom) – 3. miejsce
6. Kitzbühel – 22 stycznia 2006 (slalom) – 1. miejsce